# Bazzania corbieri
Bazzania corbieri är en bladmossart som först beskrevs av Franz Stephani, och fick sitt nu gällande namn av Meagher. Bazzania corbieri ingår i släktet revmossor, och familjen Lepidoziaceae. Inga underarter finns listade i Catalogue of Life.